# Schloss Ráckeve

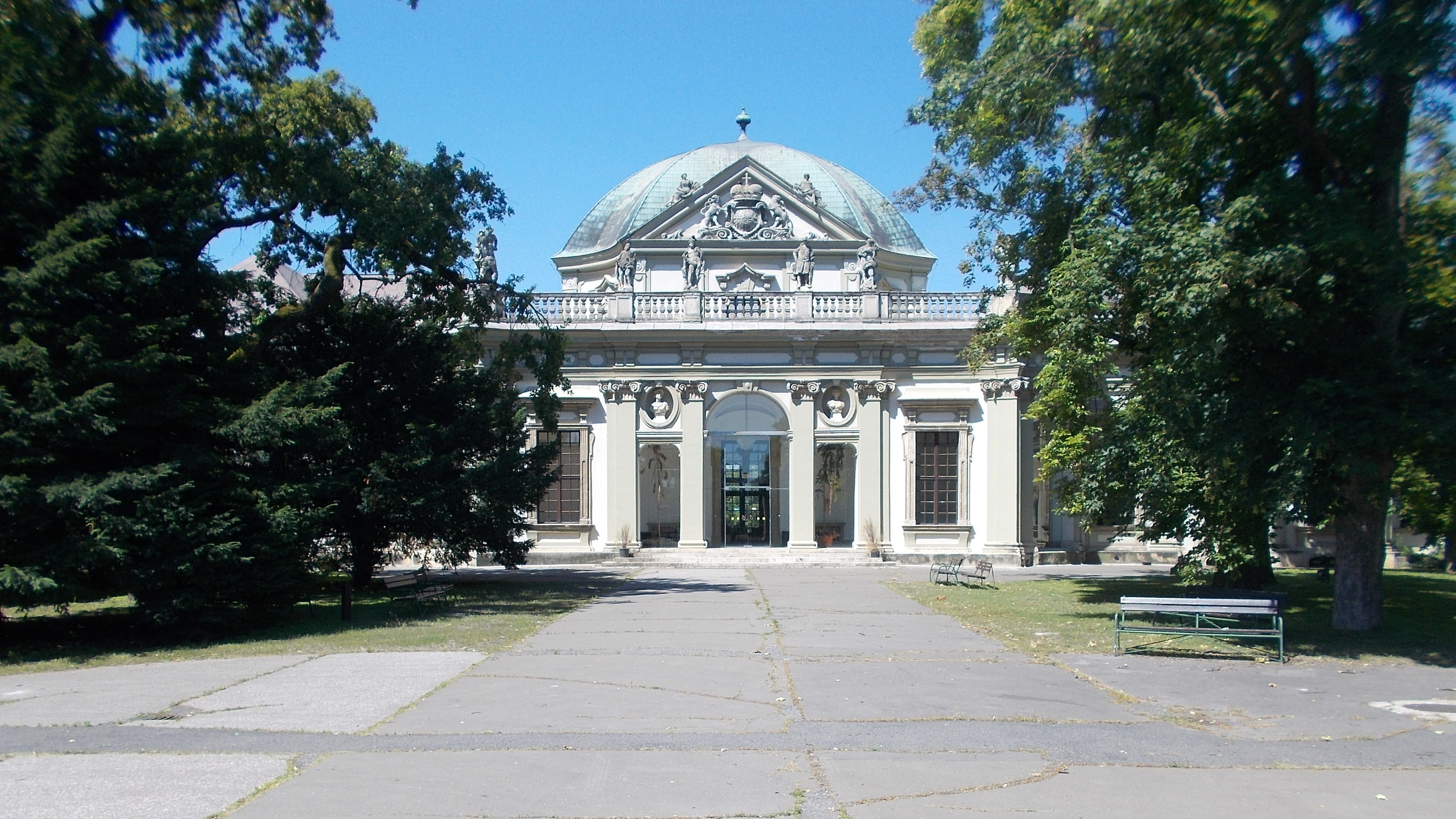
Schloss Ráckeve (2018)

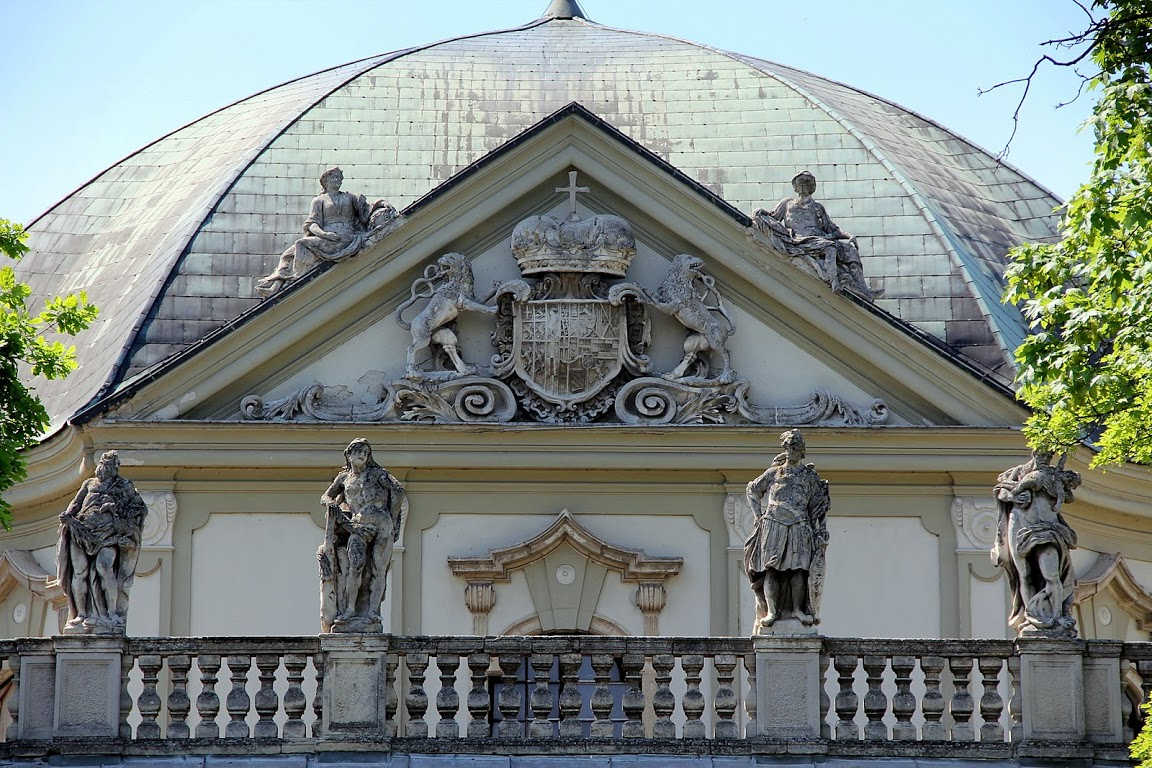
Die Kuppel des Schlosses

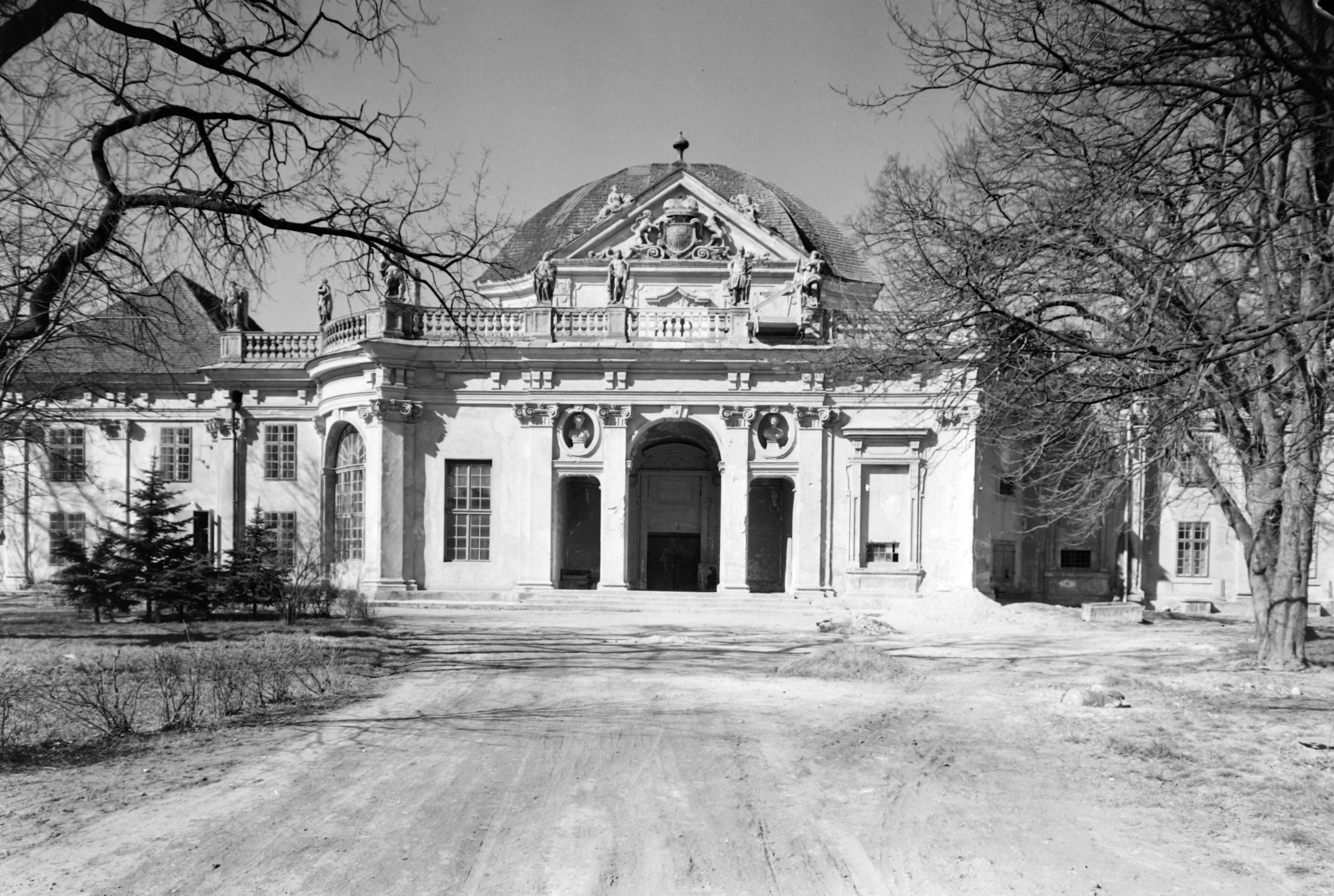
Schloss Ráckeve (1965)

Das Schloss Ráckeve (ungarisch Savoyai-kastély) liegt im gleichnamigen Ort knapp 40 Kilometer südlich des Zentrums der ungarischen Hauptstadt Budapest. Es wurde 1701–02 für Prinz Eugen von Savoyen errichtet. Die Pläne dazu lieferte der Architekt Johann Lucas von Hildebrandt. Es besteht aus einem Hauptflügel mit zwei Seitenflügeln. Zusammen mit Nebengebäuden und dem Haupttor wird ein geräumiger Innenhof umschlossen. Auf der anderen Seite des Hauptflügels schließt sich ein Park mit kleinem See an.
Das Schloss steht unter Denkmalschutz. Es wurde von 1980 bis 1982 renoviert und wird seitdem als Hotel und Tagungsstätte genutzt.